# Mexipedium xerophyticum
Mexipedium xerophyticum – gatunek rośliny z monotypowego rodzaju Mexipedium z rodziny storczykowatych (Orchidaceae). Rośliny tego gatunku zebrane zostały po raz pierwszy na terenie stanu Oaxaca w południowym Meksyku w 1985 roku. W 1988 wyprawa na stanowisko potwierdziła istnienie zaledwie 7 roślin tego gatunku, który jako Phragmipedium xerophyticum opisany został w 1990 roku. Rośliny rosną na wychodni skał wapiennych w lesie tropikalnym, gdzie towarzyszą im kserofity z rodzajów beaucarnea (Beaucarnea), agawa (Agave) i kaktusy. Później odnaleziono trochę więcej roślin doliczając się w dwóch miejscach w sumie 30 i 11 roślin. W 1990 roku zebrano materiał do namnożenia, uzyskano z niego dwa klony, które stały się roślinami macierzystymi wszystkich okazów spotykanych w kolekcjach. W 1992 roku takson został wyodrębniony jako osobny rodzaj wyróżniany w podrodzinie obuwikowych. 

## Morfologia
PokrójBylina (litofit) z ulistnionymi pędami wyrastającymi na końcach wydłużonych, mięsistych kłączy okrytych licznymi łuskami i zawierających po 5–12 węzłów między ulistnionymi pędami. Za sprawą kłączowego wzrostu rośliny tworzą luźne kolonie na powierzchni skał. Korzenie wyrastają z dolnej części ulistnionych pędów (brak ich na kłączu).
LiścieNa nagich pędach znajdują się 2–3 łuski u dołu i 5–8 sztywnych liści osiągających długość 12–18 cm i szerokość 1–3 cm. Z wierzchu liście są żywozielone, od spodu jaśniejsze.
KwiatyBiałe i nieco zaróżowione, delikatne, osiągają 2–2,5 cm średnicy i mają charakterystyczną dla innych obuwikowych rozdętą warżkę, z brzegami zawiniętymi do jej wnętrza. Płatki zewnętrznego okółka są od zewnątrz pokryte gęstymi, brązowymi włoskami. Górny płatek jest eliptyczny, zaostrzony i pochylony nad warżką. Pozostałe dwa płatki zewnętrznego okółka połączone są za warżką. Boczne listki wewnętrznego okółka są równowąsko-lancetowate, wygięte, na szczycie zaostrzone. Prętosłup jest krótki, zwieńczony jest okazałym znamieniem i tarczowatym prątniczkiem, za którym znajdują się dwa płodne pręciki. Zalążnia jest jednokomorowa, częściowo podzielona. Kwiaty wyrastają sukcesywnie w kwiatostanie składającym się z 1–4 skróconych gron, zawierających po kilka kwiatów. Okwiat zachowuje się podczas kwitnienia przez ok. 2 tygodnie.
OwoceCylindryczne torebki.

## Systematyka
Pozycja systematyczna według Angiosperm Phylogeny Website (aktualizowany system APG III z 2009)
Jeden z pięciu rodzajów podrodziny obuwikowych (Cypripedioideae) stanowiącej grupę siostrzaną dla kladu obejmującego storczykowe (Orchidoideae) i epidendronowe (Epidendroideae) w obrębie storczykowatych (Orchidaceae), będących kladem bazalnym w rzędzie szparagowców (Asparagales) w obrębie jednoliściennych.